# Krakuszowice
Krakuszowice – wieś w Polsce położona w województwie małopolskim, w powiecie wielickim, w gminie Gdów.
W Krakuszowicach znajduje się Kopiec Kraka II, będący według legendy mogiłą syna Kraka.

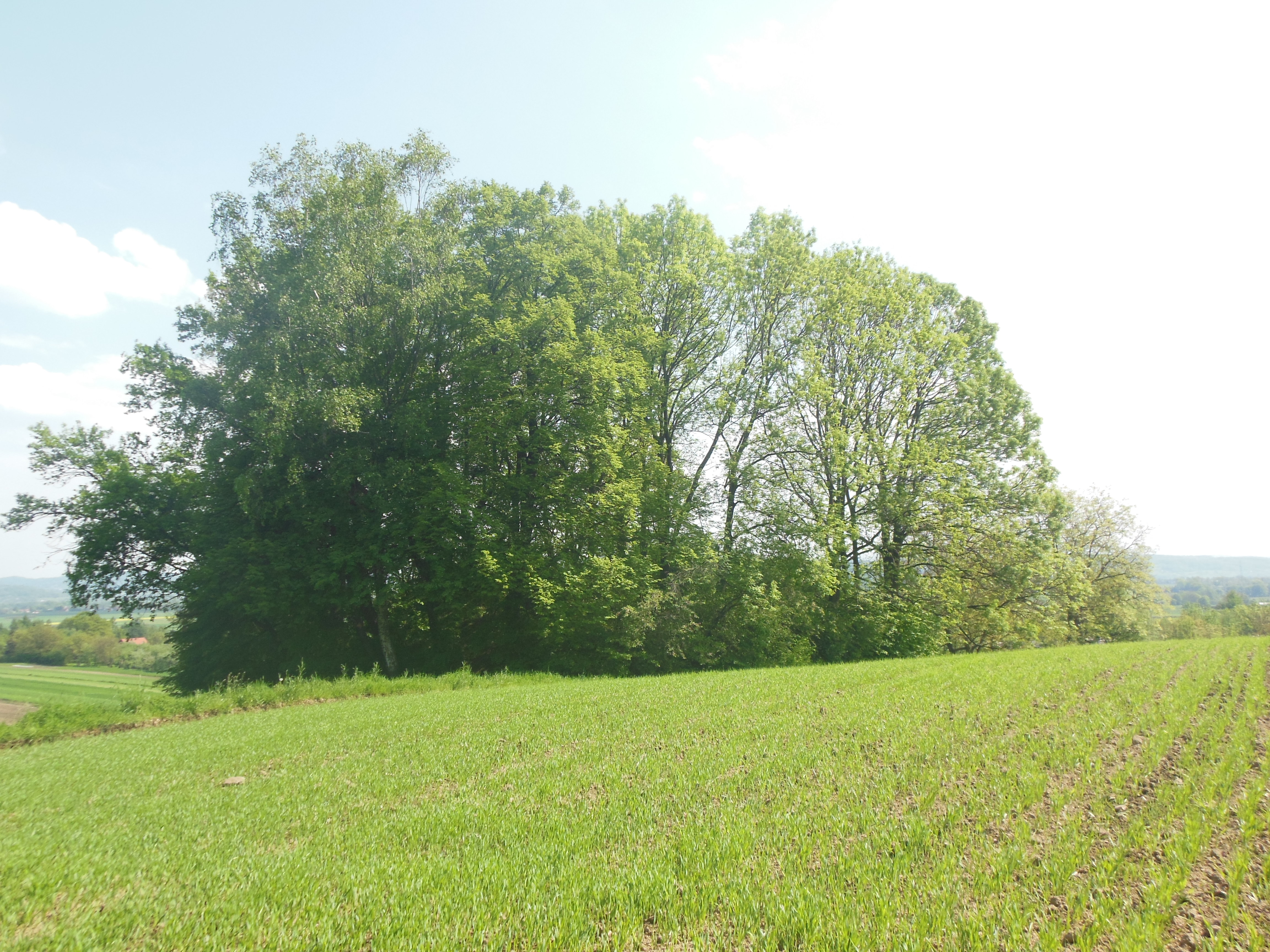
Kopiec Kraka II

## Części wsi
| SIMC    | Nazwa      | Rodzaj    |
| ------- | ---------- | --------- |
| 0318110 | Dębina     | część wsi |
| 0318127 | Podoły     | część wsi |
| 0318133 | Przedewsie | część wsi |
| 0318140 | Rakówki    | część wsi |

## Historia
2 marca 1863 zmarł właściciel wsi Ludwik Romer w wieku 48 lat. Pochowany 5 marca na cmentarzu w Niegowici.
W latach 1975–1998 miejscowość administracyjnie należała do województwa krakowskiego.